# Festival international du film de Moscou 1975

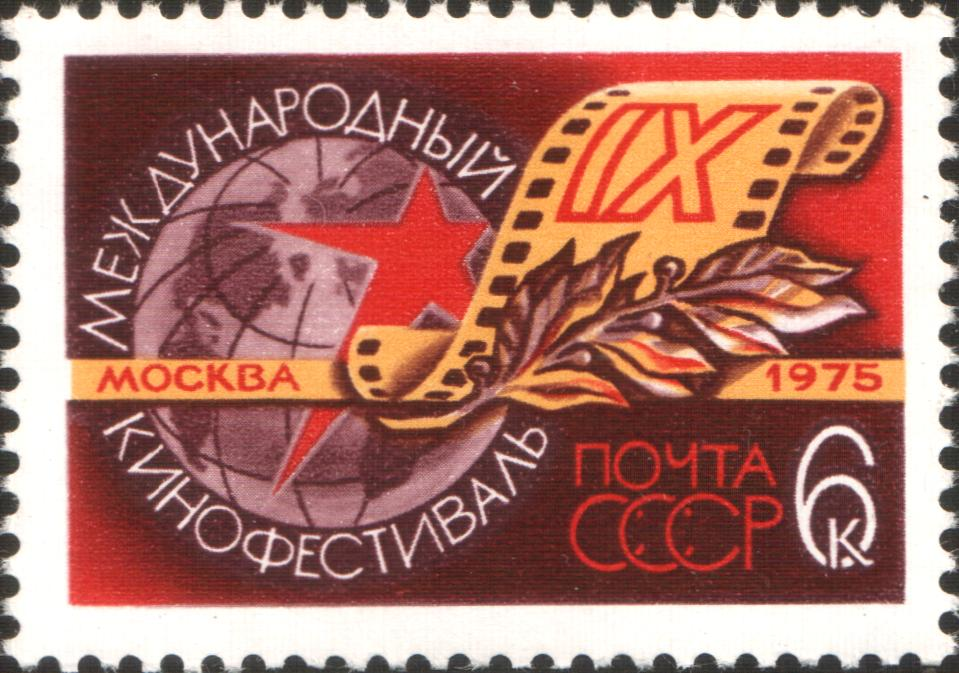
975 USSR 6 kopeks. IXe Festival international du film de Moscou

Le 9e festival international du film de Moscou se tient du 10 au 23 juillet 1975. Les prix d'or sont attribués au film polonais La Terre de la grande promesse réalisé par Andrzej Wajda, au film nippo-russe Dersou Ouzala dirigé par Akira Kurosawa et au film italien Nous nous sommes tant aimés d'Ettore Scola.

## Jury
- Stanislav Rostotski (URSS - président du jury)
- Sergio Amidei (Italie)
- Hortensia Bussi (Chili)
- Antonin Brousil (Tchécoslovaquie)
- Ravjagiin Dorjpalam (Mongolie)
- Jerzy Kawalerowicz (Pologne)
- Ramu Kariat (Inde)
- Nevena Kokanova (Bulgarie)
- Komaki Kurihara (Japon)
- Ababakar Samb (Sénégal)
- Jean-Daniel Simon (France)
- Iossif Kheifitz (URSS)
- Sofiko Chiaureli (URSS)
- Monsef Charfeddin (Tunisie)
- Bert Schneider (États-Unis)

## Films en compétition
Les films suivants sont sélectionnés pour la compétition principale :
| Titre anglais ou français                | Titre original                       | Réalisateur(s)       | Pays d'origine                 |
| ---------------------------------------- | ------------------------------------ | -------------------- | ------------------------------ |
| The Actor and the Savages                | Actorul şi sălbaticii                | Manole Marcus        | Roumanie                       |
| The White Wall                           | Den vita väggen                      | Stig Björkman        | Suède                          |
| Great Expectations                       | Great Expectations                   | Joseph Hardy         | Grande-Bretagne                |
| Souvenir of Gibraltar                    | Souvenir of Gibraltar                | Henri Xhonneux       | Belgique, France               |
| The Year of the Solar Eclipse            | Nar hirtsen jil                      | Dshamjangijn Buntar  | Mongolie                       |
| Girl from Hanoi                          | Em be ha noi                         | Hai Ninh             | Vietnam du Nord                |
| Dersou Ouzala                            | Dersu Uzala                          | Akira Kurosawa       | Union soviétique, Japon        |
| Home for Christmas                       | Jouluksi kotiin                      | Jaakko Pakkasvirta   | Finlande                       |
| The House in the South                   | La casa del Sur                      | Sergio Olhovich      | Mexique                        |
| El otro Francisco                        | El otro Francisco                    | Sergio Giral         | Cuba                           |
| La Terre de la grande promesse           | Ziemia obiecana                      | Andrzej Wajda        | Pologne                        |
| How to Be an Adult                       | Eya Dan Loku Lamayek                 | Dharmasena Pathiraja | Sri Lanka                      |
| Kafr kasem                               | Kafr kasem                           | Borhane Alaouié      | Syrie                          |
| The Red Apple                            | Krasnoe yabloko                      | Tolomush Okeyev      | Union soviétique               |
| Le Vase de sable                         | Suna no utsuwa                       | Yoshitarō Nomura     | Japon                          |
| A Peasant on a Bicycle                   | Selyaninat s koleloto                | Lyudmil Kirkov       | Bulgarie                       |
| Mes petites amoureuses                   | Mes petites amoureuses               | Jean Eustache        | France                         |
| Between Day and Night                    | Zwischen Nacht und Tag               | Horst E. Brandt      | Allemagne de l'Est             |
| Nous nous sommes tant aimés              | C'eravamo tanto amati                | Ettore Scola         | Italie                         |
| Nazareno Cruz and the Wolf               | Nazareno Cruz y el lobo              | Leonardo Favio       | Argentine                      |
| The Legacy                               | L'héritage                           | Mohamed Bouamari     | Algérie                        |
| 141 Minutes from the Unfinished Sentence | 141 perc a befejezetlen mondatból    | Zoltán Fábri         | Hongrie                        |
| La guerre du pétrole n'aura pas lieu     | La guerre du pétrole n'aura pas lieu | Souheil Ben-Barka    | Maroc                          |
| The Condemned                            | Totstellen                           | Axel Corti           | Autriche, Allemagne de l'Ouest |
| Seul le vent connaît la réponse          | Die Antwort kennt nur der Wind       | Alfred Vohrer        | Allemagne de 'lOuest, France   |
| The Last Fleksnes                        | Den siste Fleksnes                   | Bo Hermansson        | Norvège                        |
| Thai Tigers Roar                         | Payak rai thaiteep                   | Sakka Charuchinda    | Thailande                      |
| The Regent's Wife                        | La Regenta                           | Gonzalo Suárez       | Espagne                        |
| Red Sien                                 | Rooie Sien                           | Frans Weisz          | Pays-Bas                       |
| Allpakallpa                              | Allpakallpa                          | Bernardo Arias       | Pérou                          |
| La quema de Judas                        | La quema de Judas                    | Román Chalbaud       | Venezuela                      |
| Sons of Quiet                            | Sons of Quiet                        | Minir Radi           | Égypte                         |
| My Brother Has a Cute Brother            | Můj brácha má prima bráchu           | Stanislav Strnad     | Tchécoslovaquie                |
| The Republic of Užice                    | Uzicka Republika                     | Žika Mitrović        | Yougoslavie                    |
| Xala                                     | Xala                                 | Ousmane Sembène      | Sénégal                        |
| Chorus                                   | Chorus                               | Mrinal Sen           | Inde                           |

## Prix
- Prix d'or :
  - La Terre de la grande promesse d'Andrzej Wajda
  - Dersou Ouzala d'Akira Kurosawa
  - Nous nous sommes tant aimés d'Ettore Scola
- Prix d'argent :
  - Chorus de Mrinal Sen
  - My Brother Has a Cute Brother de Stanislav Strnad
  - Allpakallpa de Bernardo Arias
- Prix spéciaux :
  - Réalisateur : Zoltán Fábri pour 141 Minutes from the Unfinished Sentence
  - The Year of the Solar Eclipse de Dshamjangijn Buntar
- Prix :
  - Meilleur acteur : Miguel Benavides pour El otro Francisco
  - Meilleur acteur : Georgi Georgiev-Getz pour A Peasant on a Bicycle
  - Meilleure actrice : Harriet Andersson pour The White Wall
  - Meilleure actrice : Fatima Bouamari pour The Legacy
- Diplôme :
  - Kafr kasem de Borhane Alaouié
  - The Republic of Užice de Žika Mitrović
  - Girl from Hanoi de Hai Ninh
  - Le Vase de sable de Yoshitarō Nomura
  - El otro Francisco de Sergio Giral
  - Actrice : Malini Fonseka pour How to Be an Adult
- Prix FIPRESCI : Dersou Ouzala d'Akira Kurosawa

## Source de la traduction
- (en) Cet article est partiellement ou en totalité issu de l’article de Wikipédia en anglais intitulé « 9th Moscow International Film Festival » (voir la liste des auteurs).